# مونرو سميث
مونرو سميث (بالإنجليزية: Munroe Smith)‏ هو مؤرخ أمريكي، ولد في 8 ديسمبر 1854، وتوفي في 13 أبريل 1926 بسبب ذات الرئة.